# Politikåret 1831

## Händelser
- 4 december – Argentinska konfederationen bildas.[1]

## Avlidna
- 4 juli – James Monroe, amerikansk diplomat och politiker, senator 1790–1794, Virginias guvernör 1799–1802 och 1811, USA:s utrikesminister 1811–1817, USA:s krigsminister 1814–1815, USA:s president 1817–1825.

### Fotnoter
1. ↑  ”Argentina” (på engelska). 3 juni 1831. http://www.worldstatesmen.org/Argentina.html. Läst 30 juli 2015.